# 雙后傳
是2018年的一部歷史劇情片，由喬西·魯克執導，波·威利蒙撰寫劇本，改編自英國歷史學家約翰·居伊的傳記《蘇格蘭女王：瑪麗·斯圖亞特真實的一生》（Queen of Scots: The True Life of Mary Stuart）。電影由瑟夏·羅南飾演蘇格蘭女王瑪麗·斯圖亞特，瑪格·羅比飾演她的表姑伊莉莎白一世，並記錄了1569年兩國之間的衝突。其他主演包括大衛·田納特、傑克·洛登、喬·歐文和蓋·皮爾斯。
電影於2018年11月15日於美國電影學會的《AFI電影節》閉幕之夜舉行全球首映，並於2018年12月7日在美國發行，而英國則於2019年1月18日發行。這部電影獲得了褒貶不一的評論，特別對羅南及羅比的演技以及服裝得到讚賞，但對於劇本及一些不準確的歷史而受到批評。這部電影於第72屆英國電影學院獎上獲得三項提名，以及在第91屆奧斯卡金像獎上獲得最佳服裝設計獎及最佳化妝與髮型設計獎的提名。對於羅比的演譯，她分別獲得美國演員工會獎最佳女配角及英國電影學院獎最佳女配角的提名。

## 劇情
1561年，信奉天主教的蘇格蘭女王瑪麗，19歲的她隨著丈夫—法國的法蘭索瓦二世的去世後，她從法國返回她的祖國，並從她同父異母兄弟的莫瑞伯爵手上拿回她的王位。在鄰近的英格蘭，她的堂姊—28歲的伊莉莎白一世，是英格蘭新教女王，她未婚也沒有孩子，並受到瑪麗可能對其王位的威脅。瑪麗很快就跟新教牧師約翰·諾克斯起衝突，並於她的王廷裡把他解任。諾克斯是新教教徒，亦是蘇格蘭宗教改革的領導者，他認為瑪麗是對王國裡新教的至高無上構成危險。
為了削弱其堂妹對其主權的威脅，伊莉莎白安排瑪麗嫁給一名英格蘭人，以讓英格蘭的天主教徒認可瑪麗為他們女王的合法性。她選擇了她的秘密情人羅伯特·達德利向瑪麗求婚。雖然雙方都不願意成婚，但伊莉莎白患上天花的消息促使瑪麗接受這個提議，條件則是瑪麗成為伊莉莎白王位的繼承人。伊莉莎白對達德利捨不得放手，故秘密地送達恩利勳爵到蘇格蘭，以他們的宗教自由下生活。儘管瑪麗最初感到達恩利別有用心，然而她逐漸喜歡上他，並最終接受他的求婚。瑪麗與達恩利勳爵即將到來的婚姻導致兩個王國出現憲法危機：在英格蘭，伊麗莎白的王廷建議她反對該婚事，因為他們恐怕身為英格蘭貴族的達恩利會對瑪麗的王位構成威脅；在蘇格蘭，瑪麗的樞密院對達恩利的用心抱懷疑，因為他們擔心英格蘭人的滲透。這兩個王國都要求達恩利返回英格蘭，然而瑪麗拒絕，此舉激怒了莫瑞伯爵，使他狂怒地離開王廷，並對她發動叛亂。達恩利跟瑪麗結婚，她卻在翌日早上發現他跟她的朋友兼私人秘書大衛·里茲奧在床上。面對此謀叛與不忠，瑪麗決定鎮壓叛軍，但同時留下了里茲奧及莫瑞伯爵。她要求達恩利給她一個孩子。當她懷孕時，瑪麗宣稱該孩子是「蘇格蘭和英格蘭的繼承人」— 這點深深地冒犯了英格蘭人。
莫瑞伯爵與達恩利的父親第馬修·斯圖亞特勾結，散播關於瑪麗通姦的謠言，以及她的孩子是跟里茲奧非法所生的。聽信謠言的約翰·諾克斯向他的教區強烈宣揚指瑪麗是個淫婦。達恩利由於擔心眾人對瑪麗的指責，以及有可能發現他的同性戀事實，他受到了陰謀者們的脅迫而加入謀殺里茲奧的行列，並不情願地向里茲奧刺下最後一刀。瑪麗發現了這個陰謀，她得到達恩利參與的證據後同意赦免涉事的人們。瑪麗最終原諒了莫瑞伯爵，並要求伊莉莎白成為她孩子的教母。她們一起同意這個孩子為國家繼承人的推定，此舉讓英格蘭的王廷非常懊惱。在蘇格蘭，瑪麗放逐了達恩利但拒絕跟他離婚，儘管她的樞密院提出上訴，然後接觸她的顧問及保護者 — 第四代博思韋爾伯爵詹姆斯·赫本，讓達恩利被殺害。在達恩利去世後的亂鬥中，瑪麗被迫逃離並被迫把她的孩子遺下。第二天早上，博思韋爾伯爵建議她的委員會立即決定把瑪麗嫁給蘇格蘭人，她猶豫地同意了。這導致諾克斯向蘇格蘭人講道指瑪麗是個讓丈夫被殺的「妓女」，引致莫瑞伯爵及王廷裡的眾人要求她退位。儘管瑪麗拼命反對，但她最終被迫退位並逃往英格蘭。
伊莉莎白在得知瑪麗抵達英格蘭後，她安排跟瑪麗秘密會面。瑪麗問及伊莉莎白可否幫助她奪回她女王的寶座。伊莉莎白不情願地代表天主教徒參戰，並承諾只要瑪麗不幫助她的敵人，她可在英格蘭安全流亡。瑪麗憤憤不平地回答，如果她這樣做，那只會是因為伊莉莎白強迫她這樣做，並且威脅著說，如果伊莉莎白謀殺她，她應該記著她「謀殺了自己的親妹妹及女王」。伊莉莎白下令把瑪麗軟禁於英格蘭，並最終得到令人信服的證據，瑪麗與伊莉莎白的敵人密謀把她暗殺。在巨大壓力與別無選擇的情況下，伊莉莎白最終下令將瑪麗處決。瑪麗走上斷頭台，極為懊悔的伊莉莎白為了瑪麗而哭泣，瑪麗露出一件鮮紅色的連衣裙，暗示著自己是個烈士。在瑪麗最後的想法中，她希望自己的兒子詹姆士能夠活得好，在他的統治下有和平的希望。
在電影結尾的字幕顯示，伊莉莎白於1603年去世，詹姆士成為了第一個同時統治英格蘭及蘇格蘭的君主。

## 演員
- 瑟夏·羅南 飾 蘇格蘭女王瑪麗一世：其姓名為瑪麗·斯圖亞特，伊莉莎白的表姪女[5]。

- 瑪格·羅比 飾 伊莉莎白一世：英格蘭及愛爾蘭女王，蘇格蘭女王的表姑[6]。

- 蓋·皮爾斯[7] 飾 第一代伯利男爵威廉·塞西尔：第一代伯利男爵，伊莉莎白一世的顧問。

- 喬·歐文 飾 罗伯特·达德利：伊莉莎白一世的情人及顧問[8]。

- 大衛·田納特 飾 約翰·諾克斯：新教牧師[7]。

- 傑克·洛登 飾 達恩利勳爵：瑪麗斯圖亞特的第二任丈夫[9]。

- 馬丁·康普斯頓（英语：Martin Compston） 飾 伯斯維爾伯爵四世（英语：James Hepburn, 4th Earl of Bothwell）：瑪麗斯圖亞特的第三任丈夫[10]。

- 意斯梅爾·克魯茲·科爾多瓦（英语：Ismael Cruz Córdova） 飾 大衛·里茲齊奧（英语：David Rizzio）：瑪麗斯圖亞特的密友及知己[11]。

- 陳靜 飾 伊莉莎白·哈德威克（英语：Bess of Hardwick）：又稱哈德威克的貝絲，伊莉莎白的密友，瑪麗斯圖亞特的守護者[12]。

- 布蘭登·柯伊爾（英语：Brendan Coyle） 飾 第四代倫諾克斯伯爵馬修·斯圖亞特：達恩利勳爵的父親[13]。

- 伊恩·哈特 飾 梅特蘭勳爵[14]。

- 艾哲倫·雷斯特 飾 托馬斯·蘭多夫（大使）（英语：Thomas Randolph (ambassador)）[14]。

- 詹姆斯·麥卡德爾（英语：James McArdle） 飾 莫瑞伯爵（英语：James Stewart, 1st Earl of Moray）：蘇格蘭的攝政王，瑪麗斯圖亞特同父異母的哥哥[15]。

- 瑪麗亞-維多利亞·德拉古斯（英语：Maria-Victoria Dragus） 飾 瑪莉·弗林明（英语：Mary Fleming）：蘇格蘭的貴族，瑪麗斯圖亞特的兒時好友，兩人互為表姊妹[註 1][16]。

- 艾琳·奧海金斯（Eileen O'Higgins） 飾 瑪莉·比頓（英语：Mary Beaton）：瑪麗斯圖亞特的侍奉者[17]

- 艾力克斯·貝克特（英语：Alex Beckett (actor)） 飾 沃爾特·米爾德邁（英语：Walter Mildmay）：英國財政大臣[註 2][18]。

## 製作
電影原先計劃列入施嘉莉·祖安遜的系列，計劃於2007年年中以2,500萬至3,000萬美元的預算拍攝。在祖安遜退出之後，這部電影在開發地獄（development hell）中徘徊了好幾年。
2012年8月9日，電影公司宣布瑟夏·羅南將飾演瑪麗·斯圖亞特。2017年4月21日，瑪格·羅比加入劇組，飾演伊莉莎白一世，而電影計劃於2017年8月開始其主體拍攝。電影是根據約翰·居伊所寫的傳記《我的心是我的：蘇格蘭瑪麗女王的一生（My Heart Is My Own: The Life of Mary Queen of Scots）》製作，劇本由波·威利蒙編寫，喬西·魯克執導，Working Title Films的提姆·畢文、艾瑞克·費納和黛博拉·海華則負責監製。
2017年6月13日，電影的公司確認由傑克·洛登飾演達恩利勳爵，而喬·歐文飾演羅伯特·達德利。2017年6月22日，馬丁·康普斯頓據報導加入劇組，飾演瑪麗斯圖亞特的第三任丈夫博思韋爾伯爵四世。翌日，德裔羅馬尼亞女演員瑪麗亞-維多利亞·德拉古斯加入劇組，飾演蘇格蘭貴族及瑪麗斯圖亞特的兒時好友瑪莉·弗林明，此為其以英語的首次演出。2017年8月17日，布蘭登·柯伊爾、大衛·田納特和蓋·皮爾斯加入劇組。隨後嘉瑪·陳於翌日加入劇組。2017年8月22日，意斯梅爾·克魯茲·科爾多瓦加入劇組，飾演瑪麗斯圖亞特的密友及知己大衛·里茲齊奧。
焦點影業負責處理電影於美國國內發行的業務，環球影業則負責國際發行。電影的幕後工作人員包括《奧斯卡獎》最佳服裝設計得獎者亞歷山德拉·柏恩、最佳化妝與髮型設計得獎者珍妮·席爾寇及最佳電影剪輯得獎者克里斯·狄更斯；《艾美獎》最佳美術指導得獎者詹姆斯·梅里菲爾德（James Merifield）；《英國電影學院獎》最佳攝影得主約翰·馬錫森。
電影的主體攝影始於2017年8月17日，地點包括英國的不同地方，包括了蘇格蘭。

## 發行
電影於2018年11月15日在加利福尼亞州洛杉磯舉行的AFI Fest的閉幕晚會上首次亮相。電影原訂於2018年11月2日在美國上映。2018年4月，電影公司宣布美國上映日期延至12月7日；在英國，電影於2019年1月18日上映。

## 歷史正確性
歷史學家和粉絲都嚴厲批評了這個故事的不準確之處：
- 瑪麗和伊莉莎白彼此的來信是他們唯一的交流來源，他們從來未曾面對面地看過對方[40]。
- 瑪麗並沒有蘇格蘭口音。
- 五歲的瑪麗被送到早期法國（英语：Early modern France），並在法國的宮廷裡長大[40]。
- 對於伊麗莎白一世事物的專家埃斯特爾·帕拉納克（Estelle Paranque）告訴《每日電訊報》指：「起初它顯示了一種友誼，但這裡不是一種友誼，伊麗莎白一開始就試圖對她很友善，但瑪麗從來未把伊麗莎白視為對等，她從一開始就把視對方為競爭對手[40]。」
- 這部電影描繪了英國駐蘇格蘭法院大使湯馬士·蘭多夫（英语：Thomas Randolph (ambassador)）為一個黑人，但他並非黑人[41]。
- 嘉瑪·陳的角色伊麗莎白·哈德威克（英语：Bess of Hardwick），實際上是個白人[42]。
- 導演告訴《洛杉磯時報》指：「我很清楚，我不會執導一部全白人時代的電影[41]。」
- 在電影中，瑪麗被多次稱為「蘇格蘭女王」。然而，作為一個「人民的君主」﹙Popular monarchy﹚，蘇格蘭君主稱為「蘇格蘭人的國王/女王」（正如電影的標題與同名人物準確地說明那樣）﹙King / Queen of Scots﹚，這種稱號直至威廉三世及瑪麗二世時使用量開始下降，才改稱「蘇格蘭的國王/女王」﹙King / Queen of Scotland﹚。

## 反響

### 票房
《雙后傳》於美國及加拿大的票房收入為$1,650萬美元，其他地區為$2,560萬美元，全球票房收入共$4,210萬美元。
電影於開畫周末於4家影院上映，票房收入合共$194,777美元，平均每個場地賺得$48,694美元。電影於開畫第三個周末擴展至795家影院，總計280萬美元，隨後於第四周至841家，賺得$270萬美元。

### 評價
根據匯總媒體《爛番茄》，電影基於236個評論獲得持有62%的新鮮度，平均得分為6／10。該網站的關鍵共識寫道：「《雙后傳》傳遞了不穩定時期的政治驚險刺激外，還同時為其旗鼓相當的主演提供了精彩的展示。」在《Metacritic》上，電影根據46個評論得出分數為60/100，顯示為「混合或平均評論」。《PostTrak》調查的觀眾給了這部電影2.5/5顆星，以及當中的38%為「明確推薦」。
影評人批評了電影的歷史性，它的劇情與性愛場面。《紐約雜誌》「禿鷹網站（Vulture site）」的艾米麗·吉田（Emily Yoshida）稱之為「甚麼都沒有的電影。它既不是嚴謹的歷史課，也不是一部特別有趣的戲劇及人物作品」；《每日電訊報》的莎恩·華生（Shane Watson）把它稱為「Instagram一代的歷史色情片」；而《紐約時報》的安東尼·史葛說「修讀蘇格蘭歷史的學生可能會驚訝地發現，國家的命運部分取決於舐陰的行為。」

### 獎項
| 日期           | 頒獎禮                 | 獎項                               | 得獎者／提名                                                                 | 結果    |
| -------------- | ---------------------- | ---------------------------------- | ---------------------------------------------------------------------------- | ------- |
| 2018年11月14日 | 澳大利亞影視藝術學院獎 | 最佳女配角                         | 瑪歌·羅比                                                                    | 提名    |
| 2019年2月24日  | 奧斯卡金像獎           | 最佳服裝設計                       | 亞歷山德拉·伯恩（Alexandra Byrne）                                           | 提名    |
| 2019年2月24日  | 奧斯卡金像獎           | 最佳化妝與髮型設計                 | 珍妮·席爾寇、馬克·佩爾徹（Marc Pilcher）及 潔西卡·布魯克斯（Jessica Brooks） | 提名    |
| 2019年2月10日  | 英國電影學院獎         | 最佳服裝設計                       | 亞歷山德拉·伯恩（Alexandra Byrne）                                           | 提名    |
| 2019年2月10日  | 英國電影學院獎         | 最佳化妝及髮型設計                 | 珍妮·席爾寇                                                                  | 提名    |
| 2019年2月10日  | 英國電影學院獎         | 英國電影學院獎最佳女配角           | 瑪歌·羅比                                                                    | 提名    |
| 2019年2月19日  | 服裝設計師協會獎       | 服裝設計師協會卓越時代電影         | 亞歷山德拉·伯恩（Alexandra Byrne）                                           | 提名    |
| 2019年1月13日  | 評論家選擇電影獎       | 評論家選擇電影獎最佳服裝設計       | 亞歷山德拉·伯恩（Alexandra Byrne）                                           | 提名    |
| 2019年1月13日  | 評論家選擇電影獎       | 評論家選擇電影獎最佳化妝與髮型設計 | 《雙后傳》                                                                   | 提名    |
| 2018年11月14日 | 荷里活電影獎           | 化妝及髮型設計獎                   | 珍妮·席爾寇、莎拉·凱莉（Sarah Kelly）及 漢娜·愛德華茲（Hannah Edwards）      | Honoree |
| 2018年11月14日 | 荷李活音樂媒體獎       | 最佳原創樂曲 - 劇情片              | 麥斯·里希特                                                                  | 獲獎    |
| 2019年2月16日  | 化妝師與髮型師協會獎   | 最佳時期及／或角色髮型             | 珍妮·席爾寇、馬克·皮爾徹（Marc Pilcher）                                     | 獲獎    |
| 2019年2月16日  | 化妝師與髮型師協會獎   | 最佳時期及／或角色化妝             | 珍妮·席爾寇、莎拉·凱莉，及 漢娜·愛德華茲                                     | 提名    |
| 2019年2月17日  | 衛星獎                 | 最佳電影 – 戲劇類                  | 《雙后傳》                                                                   | 提名    |
| 2019年2月17日  | 衛星獎                 | 最佳服裝設計                       | 亞歷山德拉·伯恩（Alexandra Byrne）                                           | 提名    |
| 2019年2月17日  | 衛星獎                 | 最佳女配角                         | 瑪歌·羅比                                                                    | 提名    |
| 2019年1月27日  | 美國演員工會獎         | 最佳女配角                         | 瑪歌·羅比                                                                    | 提名    |

## 備註
1. ↑  兩人實為同祖父不同祖母的表姊妹。兩人祖父皆為詹姆士四世，瑪麗斯圖亞特的祖母是瑪格麗特·都鐸，瑪莉·弗萊明的祖母則是伊莎貝·斯圖亞特（Isabel Stewart of Buchan）
2. ↑  貝克特在電影上映前的2018年4月10日去世，標誌著此作是其最後的電影亮相。

## 外部連結
- 爛番茄上《雙后傳》的資料（英文）
- 互联网电影数据库（IMDb）上《雙后傳》的资料（英文）
- Metacritic上《雙后傳》的資料（英文）